# Svjatoslavov pohod na Bolgarijo
Svjatoslavov pohod na Bolgarijo je bil spopad na vzhodnem Balkanu, ki se je začel leta 967/968 in končal leta 971. V spopad so bili vpleteni Kijevska Rusija, Prvo bolgarsko cesarstvo in Bizantinsko cesarstvo.  
Leta 927 je bila podpisan mirovni sporazum med Bolgarijo in Bizancem, ki je končal dolgoletno vojno in vzpostavil štiridesetletni mir. Obe državi sta v tem mirnem obdobju uspevali, vendar se je ravnovesje moči postopoma premaknilo na stran Bizantincev, ki so na vzhodu osvojili veliko ozemlja Abasidskega kalifata in sklenili mrežo zavezništev z državami okoli Bolgarije. Leta 965/966 je bojeviti novi bizantinski cesar Nikefor II. Fokas zavrnil obnovitev plačevanja letnega davka Bolgariji, ki je bil del mirovnega sporazuma, in ji napovedal vojno. Nikifor, ki je bil sam zaposlen s pohodi na vzhodu, se je odločil, da bo vojno vodil preko posrednika, in zato nagovoril ruskega velikega kneza Svjatoslava I., naj napade Bolgarijo. 
Svjatoslav je porazil bolgarske sile in naslednji dve leti okupiral severne in severovzhodne dela države. Kijevska Rusija in Bizantinci so se nato obrnili drug proti drugemu. 
Svjatoslavov pohod na Bolgarijo je močno presegel pričakovanja Bizantincev, ki so ga imeli le za sredstvo za diplomatski pritisk na Bolgare. Ruski knez je v letih 967–969 osvojil osrednja območja bolgarske države na severovzhodnem Balkanu, ujel bolgarskega carja Borisa II. in prek njega dejansko zavladal državi. Svjatoslav je zatem nameraval nadaljevati svoj pohod proti jugu proti Konstantinoplu, ki je z veliko zaskrbljenostjo gledal na ustanovitev nove in močne rusko-bolgarske države na Balkanu. Potem ko je cesar Ivan I. Cimisk leta 970 v bitki pri Arkadiopolu ustavil rusko napredovanje skozi Trakijo, je leta 971 povedel vojsko proti severu in zavzel njeno glavno mesto Preslav. Po trimesečnem obleganju trdnjave Dorostopol se je Svjatoslav pomiril z Bizantinci in se umaknil iz Bolgarije. Cimisk je vzhodno Bolgarijo uradno priključil k Bizantinskemu cesarstvu. Večina ozemlja na osrednjem in zahodnem Balkanu je dejansko  ostala izven bizantinske oblasti, kar je privedlo do oživitve bolgarske države v teh regijah pod dinastijo Komitopuli. 

## Ozadje
Do začetka 10. stoletja sta na Balkanu prevladovali dve sili: Bizantinsko cesarstvo, ki je obvladovalo jug polotoka in obale, in Bolgarsko cesarstvo, ki je vladalo na osrednjem in severnem Balkanu. V prvih desetletjih 10. stoletja je v Bolgariji vladal car Simeon I. (vladal 893–927), ki je v vrsti vojn razširil svoje cesarstvo na bizantinski račun in dosegel priznanje svojega cesarskega naziva. Simeonovi smrti maja 927 je kmalu sledilo zbliževanje obeh sil, ki je bilo formalizirano s sporazumom in poroko Simeonovega drugega sina in naslednika Petra I. (vladal 927–969) z Marijo, vnukinjo bizantinskega cesarja Romana I. Lakapena (vladal 920–944). Petru I. je bil priznan tudi cesarski naslov. S sporazumom je bilo dogovorjeno, da Bizantinci bolgarskemu vladarju v zameno za mir plačujejo letni davek, ki so ga Bizantinci uradno imenovali subvencija za Marijino vzdrževanje, da bi si rešili čast.
Sporazum je veljal skoraj štirideset let, saj so mirni odnosi ustrezali obema stranema. Bolgarijo so kljub težko prehodni Donavi na severu še vedno ogrožala stepska ljudstva, zlasti Madžari in Pečenegi. Oboji so napadali po vsej Bolgariji in občasno dosegli tudi bizantinsko ozemlje. Številne napade Pečenegov so sponzorirali Bizantinci. Petrova vladavina je bila kljub temu, da ni imela tolikšnega vojaškega sijaja kot Simeonova, za Bolgarijo še vedno "zlata doba" s cvetočim gospodarstvom in uspešno mestno družbo.
Bizanc je mir izkoristil za osredotočanje na vojne proti Abasidskemu kalifatu na vzhodu in je v nizu pohodov pod poveljstvom generalov Ivana Kurkuasa in Nikeforja Fokasa močno razširil svoje ozemlje. Hkratne vojaške reforme so ustvarile veliko učinkovitejšo in ofenzivno usmerjeno vojsko. Bizantinci niso zanemarili Balkana in so si vztrajno prizadevali izboljšati odnose z ljudstvi srednje in vzhodne Evrope ter s tem subtilno spreminjali ravnovesje moči na Balkanu v svojo korist. Njihova krimska postojanka Herson je vzdrževala trgovino s Pečenegi in vzhajajočo Kijevsko Rusijo. Bizantinski misijonarji so vodili pokristjanjevanje Madžarov, slovanski knezi zahodnega Balkana pa so ponovno priznali suverenost cesarstva, zlasti potem, ko je Časlav Klonimirović prekinil bolgarsko oblast nad Srbijo. Ti odnosi na obrobju Bolgarskega cesarstva so bili pomembna prednost za bizantinsko diplomacijo. Pomembna metoda pritiska na Bolgare je bilo spodbujanje napadov Pečenegov in Hazarov na Bolgarijo.
Po nenadni smrti cesarja Romana II. leta 963 je Nikefor Fokas uzurpiral prestol Romanovih neodraslih otrok in zavladal kot cesar Nikefor II. (vladal 963–969). Nikefor, sicer pomemben član anatolske vojaške aristokracije, se je osredotočal predvsem na vzhod in osebno vodil svojo vojsko na pohodih, v katerih sta bila ponovno osvojena Ciper in Kilikija. Konec leta 965 ali v začetku leta 966 je Nikeforja obiskala bolgarska delegacija, da bi pobrala dolgovani davek. Nikefor, ki je bil zaradi nedavnih uspehov še bolj samozavesten kot običajno, je zahtevo bolgarskega vladarja imel za predrzno in zavrnil plačilo, češ da so z nedavno smrtjo cesarice Marije okoli leta 963 vse takšne obveznosti prenehale. Odposlance je ukazal pretepsti in jih z grožnjami in žaljivkami poslal domov. S svojo vojsko se je odpravil v Trakijo, kjer je uprizoril razkošno parado kot prikaz svoje vojaške moči in izropal nekaj bolgarskih obmejnih utrdb. Nikeforjeva odločitev, da prekine prijateljske odnose z Bolgarijo, je bila tudi odgovor na nedavni sporazum, ki ga je Peter I. sklenil z Madžari. Sporazum je določal, da lahko Madžari v zameno za ustavitev svojih napadov na Bolgarijo neovirano prečkajo bolgarsko ozemlje, če bodo napadli Bizantince.
Da bi se izognil vojni z Bizantinci, je car Peter poslal svoja sinova Borisa in Romana kot talca v Konstantinopel. Ta poteza ni pomirila Nikeforja, ki sicer ni bil niti sposoben niti pripravljen na vojno z Bolgarijo. Njegove sile so bile vpletene v dogajanja na vzhodu, poleg tega pa se je Nikefor, opirajoč se na pretekle slabe  izkušnje Bizantincev, obotavljal odpraviti na pohod v gorato in gozdnato Bolgarijo. Namesto za napad se je odločil za staro bizantinsko taktiko ščuvanja plemen iz vzhodne Evrope za napad na Bolgarijo. Konec leta 966 ali v začetku leta 967 je kot svojega veleposlanika k Svjatoslavu I. Kijevskemu poslal patriarha Kalokira, meščana Hersona. Bizantinci so že dolgo prej vzdrževali tesne odnose z Rusi, s katerimi so bili vezani s sporazumom. Z obljubami bogatih nagrad in, po besedah diakona Leona plačilom 1500 funtov zlata, so ruskega vladarja prepričali, da napade Bolgarijo s severa. Nikeforjev poklic Svjatoslava na pomoč proti Bolgarom je bil nenavaden, saj so Bizantinci za takšne naloge tradicionalno uporabljali Pečenege. Bizantinska poteza je verjetno imela še nek drug motiv,  in sicer preusmeritev Svjatoslavove pozornosti stran od bizantinske postojanke Herson.

## Bolgarska kampanja
Svjatoslav se je z navdušenjem strinjal z bizantinskim predlogom. Avgusta 967 ali 968 so Rusi preko Donave vdrli na bolgarsko ozemlje, v bitki pri Silistri premagali 30.000 glavo bolgarsko vojsko in zasedli večino Dobrudže. Po poročanju bolgarskega zgodovinarja Vasila Zlatarskega je Svjatoslav zavzel 80 mest v severovzhodni Bolgariji. Mesta so izropali in opustošili, vendar jih niso zasedli. Car Peter I. je ob novici o porazu doživel epileptični napad. Rusi so prezimili v Perejaslavcu, medtem ko so se Bolgari umaknili v trdnjavo Dorostopol (Silistra). Naslednje leto je Svjatoslav z delom svoje vojske odšel domov, da bi preprečil napad Pečenegov na njegovo prestolnico Kijev. Napad Pečenegov so spodbudili bodisi Bizantinci, po pisanju v Primarni kroniki pa Bolgari. Car Peter I. je takrat v Bizanc poslal svojo delegacijo, kar je zabeležil Liutprand Kremonski. V nasprotju s prejšnjimi sprejemi so bili bolgarski odposlanci tokrat deležni velikih časti. Nikefor, prepričan v svoj trden položaj, jim je kljub temu postavil ostre pogoje. Car Peter I. naj bi odstopil. Nasledil naj bi sin Boris, mlada Nikeforjeva  sinova Bazilij in Konstantin, pa naj bi se poročila z bolgarskima princesama, Borisovimi hčerkama.
Peter I. se je umaknil v samostan, kjer je leta 969 umrl, Boris pa je bil izpuščen iz bizantinskega pripora in bil priznan kot car Boris II. Za trenutek se je zdelo, da Nikeforjev načrt deluje, če ne bi Svjatoslavovo kratko bivanje v Bolgariji  v njem prebudilo željo po osvojitvi te rodovitne in bogate dežele. K tej nameri ga je očitno spodbujal nekdanji bizantinski odposlanec Kalokir, ki je želel zasesti bizantinski prestol. Po porazu Pečenegov je Svjatoslav v Rusiji postavil podkralje, ki so v njegovi odsotnosti vladali Kijevski Rusiji, in se ponovno obrnil proti jugu.
Poleti 969 se je vrnil v Bolgarijo z novo vojsko, ki so jo spremljale  zavezniške pečeneške in madžarske enote. V njegovi odsotnosti so Perejaslavec osvojili Bolgari, ruske napade na druge osvojene trdnjave pa je bolgarska vojska odbila. Svjatoslav je bil povsod hladno sprejet. V bližini Preslava ga je napadla velika bolgarska vojska, vendar je Svjatoslav prisilil Bolgare na umik v mesto. Mesto je nato zavzel. Car Boris II. je ostal na svojem položaju kot  Svjatoslavov vazal. V resnici je bil le figura, ki so jo obdržali, da bi zmanjšali bolgarsko nezadovoljstvo in odzive na rusko prisotnost. Zdi se, da je Svjatoslavu zatem uspelo pridobiti bolgarsko podporo. Bolgarski vojaki so se v precejšnjem številu pridružili njegovi vojski, deloma zaradi možnosti plenjenja, pa tudi zaradi Svjatoslavovih protibizantinskih načrtov in verjetno zaradi skupne slovanske dediščine. Ruski vladar je pazil, da ne bi odtujil svojih novih podložnikov. Svoji vojski je prepovedal plenjenje podeželja in mest, ki so se mirno predala.
Nikeforjev načrt se je izjalovil. Namesto šibke Bolgarije se je na severni meji njegovega cesarstva ustanovila nova in bojevita država, Svjatoslav pa je kazal namero, da nadaljuje svoj prodor proti jugu v Bizantinsko cesarstvo. Cesar je poskušal prepričati Bolgare, da bi se obrnili proti Rusom, vendar jih njegovi predlogi niso prepričali. Nikeforja so 11. decembra 969 v dvornem udaru umorili. Nasledil ga je Ivan I. Cimisk (vladal 969–976), ki je bil sicer zadolžen za reševanje težav na Balkanu. Novi cesar je poslal  k Svjatoslavu delegacijo s predlogom za pogajanja.  Ruski vladar je za svoj umik zahteval ogromno vsoto denarja, ker bo sicer prisilil Bizantinsko cesarstvo, da mu prepusti svoja evropska ozemlja in se bo moralo umakniti v Malo Azijo. Ker je bil Cimisk v tistem času zaposlen z utrjevanjem svojega položaja in bojem proti močnemu klanu Fokas in njegovim privržencem v Mali Aziji, je vojno na Balkanu zaupal svojemu svaku, domestiku šol Bardu Skleru, in evnuhu stratopedarhu Petru.